# Ministère de l'Éducation technique et professionnelle
 (signalé en mai 2025).
Si vous disposez d'ouvrages ou d'articles de référence ou si vous connaissez des sites web de qualité traitant du thème abordé ici, merci de compléter l'article en donnant les références utiles à sa vérifiabilité et en les liant à la section « Notes et références ».
- Archive Wikiwix
- Bing
- Cairn
- DuckDuckGo
- E. Universalis
- Gallica
- Google
- G. Books
- G. News
- G. Scholar
- Persée
- Qwant
- (zh) Baidu
- (ru) Yandex
- (wd) trouver des œuvres sur Wikidata

Le ministère de l'Éducation technique et professionnelle (arabe : ) est le département ministériel du gouvernement yéménite.

## Liste des ministres
| Début | Fin | Ministre              | Gouvernement                          |
| ----- | --- | --------------------- | ------------------------------------- |
| 2020  |     | Khaled al-Wesabi (en) | Gouvernement Maïn Abdelmalek Saïd (2) |

## Annexe